# 福德 (佛教)
功德（转写：bun；藏語：བསོད་ནམས ，威利转写：bsod nams，羅馬化：bun），也稱功德利益、福德；佛教術語，最早來自印度諸宗教共有觀念。指福報與德行，一般指善業的回報，現在或未來世在世俗法上的利益與回報，譬如布施錢財、利樂眾生，或者造橋鋪路，或者為人義診，這都是世間福德；有今生財寶豐饒者，皆由宿世修諸布施等福德故。也指出世間法趨向涅槃道所積累的福德，如無上正等覺佛陀號稱“福慧雙足尊”，即福德和智慧皆已達到圓滿。
由於佛法的精髓，在於菩提心，因此禪宗認為：功德在於「修行的所成」，明心見性，才有功德；福德只是善業善報，並非完全等同於功德。即是說，功德和福德不是斷然分別的，通常所說的兩者是相同的含義，而偏重於世間福報者，多說福德，偏重於出世間福報者，則言功德。相傳梁武帝曾對達摩祖師自誇，武帝說他一心護持佛法，建寺、抄經、度僧、造像甚多，達摩祖師則認為並無功德。達摩說：「此是有為之事，不是實在的功德。」但武帝不能理解。

## 簡介
佛教中的六度波羅蜜，布施、持戒、精進、忍辱、禪定五種均為福德所含攝，只有般若波羅蜜屬「慧」，「慧」猶如眼「福德」就像腳，缺一不可，故曰：“六度爲盲，般若爲導”。對修行人而言福德有多種；如一般的布施財物的福德，有接引眷屬進入正法道場所得的福德，道場中隨喜讚歎的福德，過去世與善知識結緣的福德，以及自己在正法中獲得啟示的福德，心性調柔所修的福德等等。
又譬如求生極樂世界者，當修三種福業，以累積福德：一者孝養父母、奉事師長、慈心不殺、修十善業。二者受持三歸依，一皈依佛，不墮地獄；二皈依法，不隨惡鬼；三皈依僧，不墮畜生、具足眾多戒律、不犯威儀。三者發菩提心、深深相信因緣果報、讀誦大乘經文、勸進行者。
行者於利益眾生中而得福德，既得福德果報「衣服、飲食、世間樂具」等，又以之利益眾生作後世利益。末後成佛，得福德果報，身有三十二相、八十種好、無量光明、無量清淨，梵音柔和，無礙解脫等諸佛法，度無量阿僧祇眾生。涅槃後，碎身舍利，與人供養，久後皆令得道。故言：福德是菩薩摩訶薩根本，能滿所願，一切聖人所讚歎。諸佛世尊大慈大悲、十力、四無所畏、一切種智、自在無礙，皆從福德中生。

## 相关概念
- 三學：三无漏学，简称为戒、定、慧。
- 波罗蜜：菩萨修习诸波罗蜜达到圆满时，就能证悟等正觉，成为一切知佛陀。
- 功德 (道教)，道教中的功德概念，主要指世间善。
- 做功德，從功德的概念延伸而來，在民間主要偏重爲亡人積累功德，即冥福，并祈求亡者消除罪業，轉世爲天神或人等善道。
- 佈施，佛經佈施三義有智慧的法佈施 (法施)、救濟的資生施 (財佈施)，及佈施他人無畏心的無畏施。